# James D. Dewell

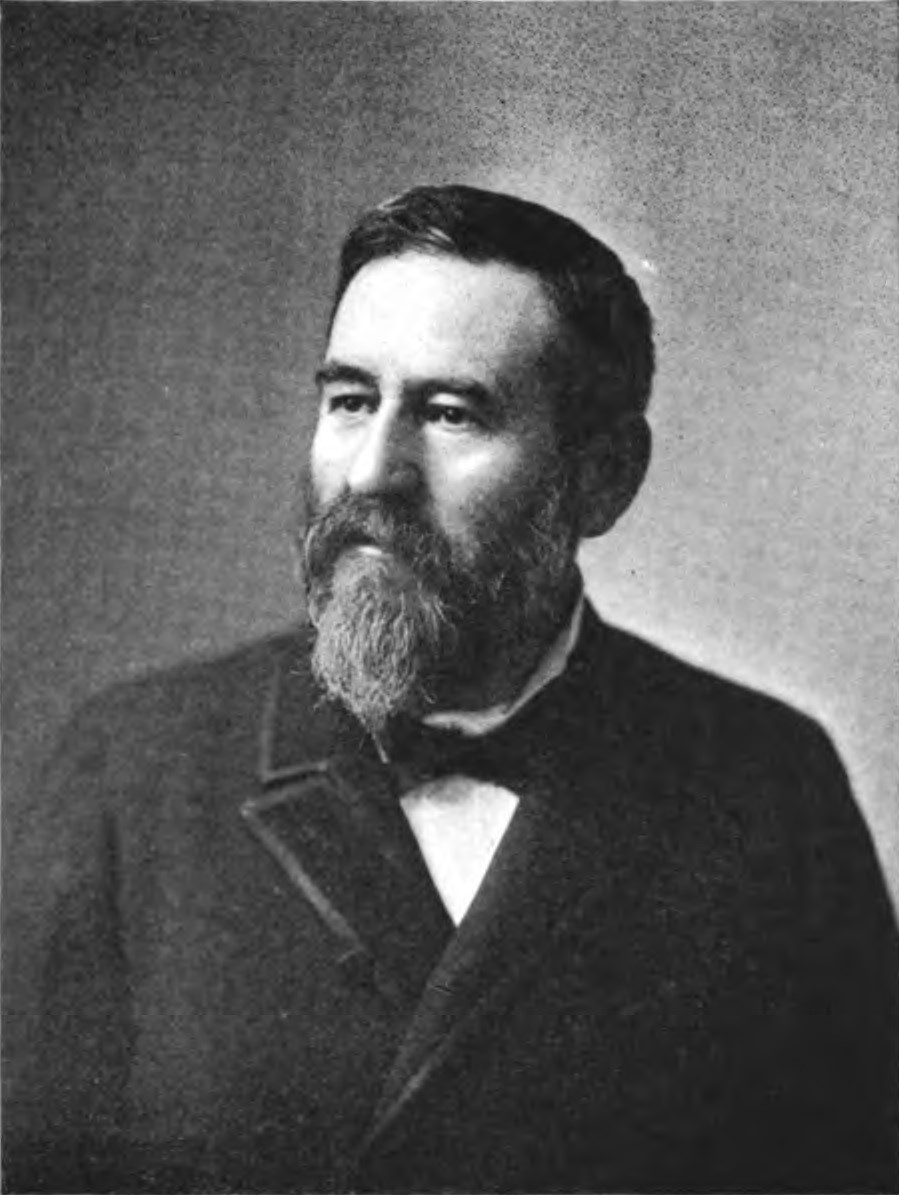
James D. Dewell (1897)

James Dudley Dewell (* 3. September 1837 in Norfolk, Litchfield County, Connecticut; † 19. April 1906 in New Haven), New Haven County, Connecticut war ein US-amerikanischer Politiker. Zwischen 1897 und 1899 war er Vizegouverneur des Bundesstaates Connecticut.
James Dewell war der Sohn des im Jahr 1797 geborenen Sensenmachers John Dewell und dessen im Jahr 1804 geborener Frau Mary. Er war das dritte von vier Kindern seiner Eltern. Um das Jahr 1850 lebte er bereits in New Haven. Im Jahr 1860 heiratete er Mary E. Keys (1840–1913), mit der er fünf Kinder hatte. Zwischenzeitlich arbeitete er als Lebensmittelgroßhändler und er besaß ein Schiff mit dem Namen "Dewell". Politisch wurde er Mitglied der Republikanischen Partei. 1896 wurde er an der Seite von Lorrin A. Cooke zum Vizegouverneur von Connecticut gewählt. Dieses Amt bekleidete er zwischen 1897 und 1899. Dabei war er Stellvertreter des Gouverneurs und Vorsitzender des Staatssenats. Er starb am 19. April 1906.